# Josia radians
Josia radians là một loài bướm đêm thuộc họ Notodontidae. Nó được tìm thấy ở Amazonian Colombia và Ecuador.
Ấu trùng ăn Passiflora capsularis, Passiflora rubra, Passiflora cuneata và Passiflora manicata.